# Reinhard Hegewald
Reinhard Hegewald (* 2. Juni 1964 in Loppersum, Landkreis Aurich) ist ein deutscher Politiker (CDU) und ehemaliges Mitglied des Niedersächsischen Landtags.

## Leben und Beruf
Nach dem Abitur 1983 am Johannes-Althusius-Gymnasium Emden und einer zweijährigen Ausbildung zum Reserveoffizier der Bundeswehr (jetziger Dienstgrad: Hauptmann der Reserve)  absolvierte Hegewald ab 1985 ein betriebswirtschaftliches Studium an der Fachhochschule Ostfriesland (heute: Hochschule Emden-Leer) in Emden zum Diplom-Kaufmann. Ab 1989 arbeitete er im Controlling des Otto-Versands in Hamburg, anschließend seit 1990 – mit zwei Unterbrechungen durch sein Landtagsmandat – als Referent, stellvertretender Geschäftsführer und Geschäftsführer/Abteilungsleiter bei der Industrie- und Handelskammer für Ostfriesland und Papenburg mit Sitz in Emden. Zu seinen Aufgabengebieten gehörten im Wesentlichen der Handel, der Dienstleistungsbereich, die Steuerpolitik und der Tourismus. Nach Beendigung seines Landtagsmandates ist er seit Juni 2013 wieder für die IHK tätig und leitet dort seit Mitte 2022 die Abteilung Verkehr, Internationales und Regionale Wirtschaftspolitik. Seit Juni 2023 ist er zusätzlich Vorstand der Emder Hafenförderungsgesellschaft. Seit November 2019 ist er Kirchenorganist in Pewsum und Woquard.
Reinhard Hegewald ist verheiratet und hat zwei Söhne.

## Partei
Seit 1981 ist er Mitglied der CDU. Er war Gründungsmitglied und Vorsitzender der Jungen Union in der Gemeinde Hinte. Seit 1992 war er mit kurzen Unterbrechungen Mitglied des Vorstandes des CDU-Kreisverbandes Emden, von 2004 bis 2010 als Kreisvorsitzender. Seit 1994 arbeitete er zudem im Vorstand des CDU-Bezirksverbandes Ostfriesland und war von September 2012 bis November 2018 Bezirksvorsitzender. Seither ist er Ehrenvorsitzender des Bezirksverbandes. Er war von 1994 bis 2017 Mitglied des Landesfachausschusses „Arbeit, Wirtschaft, Infrastruktur“ der CDU in Niedersachsen.

## Kandidaturen und Ämter
Seit 1991 ist Hegewald Mitglied des Stadtrates von Emden. Von 1996 bis 2006 und von 2010 bis 2021 war er stellvertretender Vorsitzender der dortigen CDU-Fraktion. Seit 2006 ist er Vorsitzender des Stadtratsausschusses für Wirtschaft, Hafen, Tourismus und Digitales. Von 2005 bis 2013 war er mit einer Unterbrechung Mitglied des Niedersächsischen Landtages. Hier war er Mitglied in der Enquête-Kommission „Demographischer Wandel - Herausforderung an ein zukünftiges Niedersachsen“ und verschiedener Ausschüsse des Landtages, u. a. des Unterausschusses für „Häfen und Schifffahrt“. 
Nachdem Hegewald bei der Landtagswahl in Niedersachsen 2003 zunächst nicht erfolgreich war, rückte er im Jahre 2005 für Friedrich-Otto Ripke in den Landtag nach. Hier war er Mitglied in der Enquête-Kommission „Demographischer Wandel - Herausforderung an ein zukünftiges Niedersachsen“ und verschiedener Ausschüsse des Landtages. Bei der Landtagswahl in Niedersachsen 2008 trat Hegewald als Direktkandidat im Wahlkreis Emden/Norden an, errang jedoch weniger Stimmen als der SPD-Kandidat Hans-Dieter Haase und zog deshalb nicht wieder in den Landtag ein. Er rückte jedoch 2011 für André Wiese, der zum Bürgermeister von Winsen (Luhe) gewählt worden war, in den Landtag nach. Bei der Landtagswahl 2013 unterlag er erneut gegen Haase und gelangte auf Platz sechs der CDU-Nachrückerliste.
Im Jahre 2006 kandidierte Reinhard Hegewald für das Amt des Oberbürgermeisters der Stadt Emden, verlor jedoch gegen den zur Wiederwahl antretenden Amtsinhaber Alwin Brinkmann (SPD).
Bei der Bundestagswahl 2009 trat Hegewald als CDU-Direktkandidat im Bundestagswahlkreis Aurich – Emden gegen den damaligen SPD-Landesvorsitzenden Garrelt Duin an. Hegewald konnte 25,84 Prozent der Erststimmen auf sich vereinen. Den Wahlkreis sicherte sich Duin trotz Verluste mit 44,37 Prozent der abgegebenen Stimmen. Auch über die Landesliste konnte Hegewald nach der Wahl nicht in den Bundestag einziehen.
Bei der Bundestagswahl 2017 trat Hegewald erneut im Wahlkreis Aurich-Emden an, konnte sich jedoch wieder nicht durchsetzen und auch sein Landeslistenplatz reichte nicht für den Einzug in den Deutschen Bundestag.
Reinhard Hegewald ist seit dem 3. November 2018 Ehrenvorsitzender des CDU-Bezirksverbandes Ostfriesland.